# 延音

延音記號

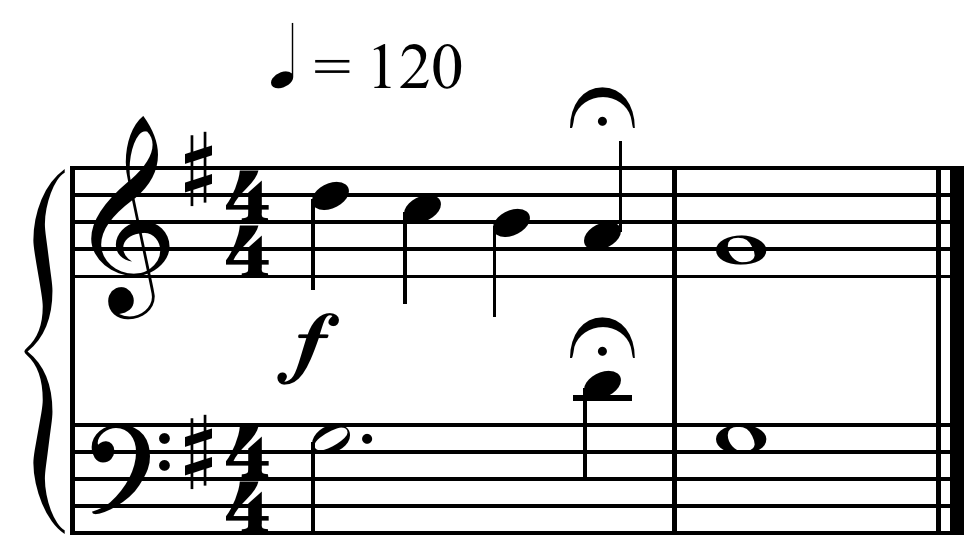
、與之分別

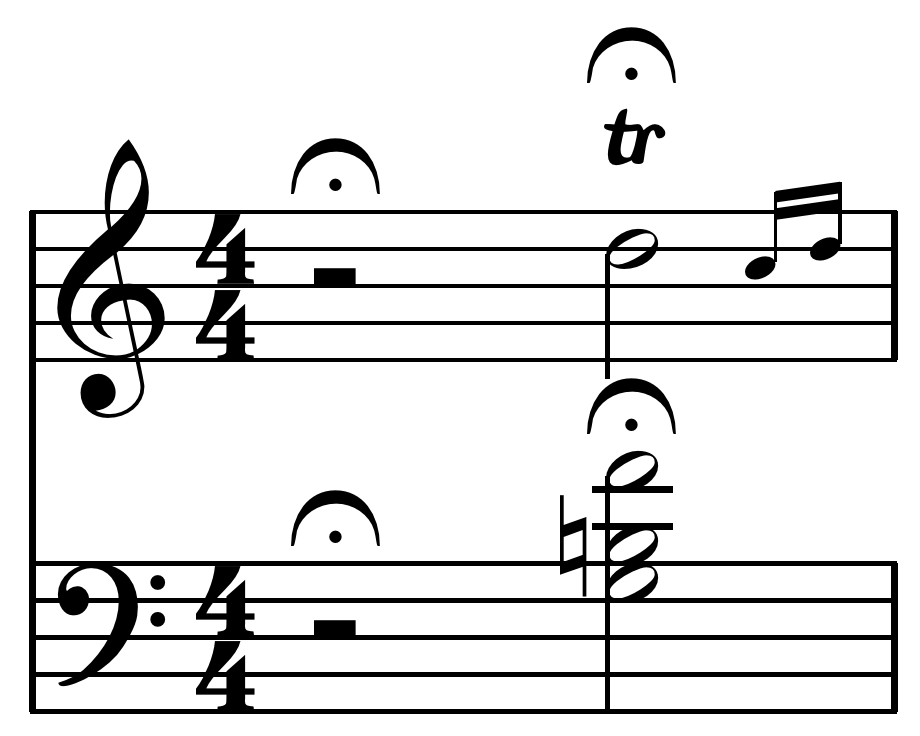
貝多芬第3號鋼琴協奏曲之：休止符的延音為其起始，顫音的延音為其終結

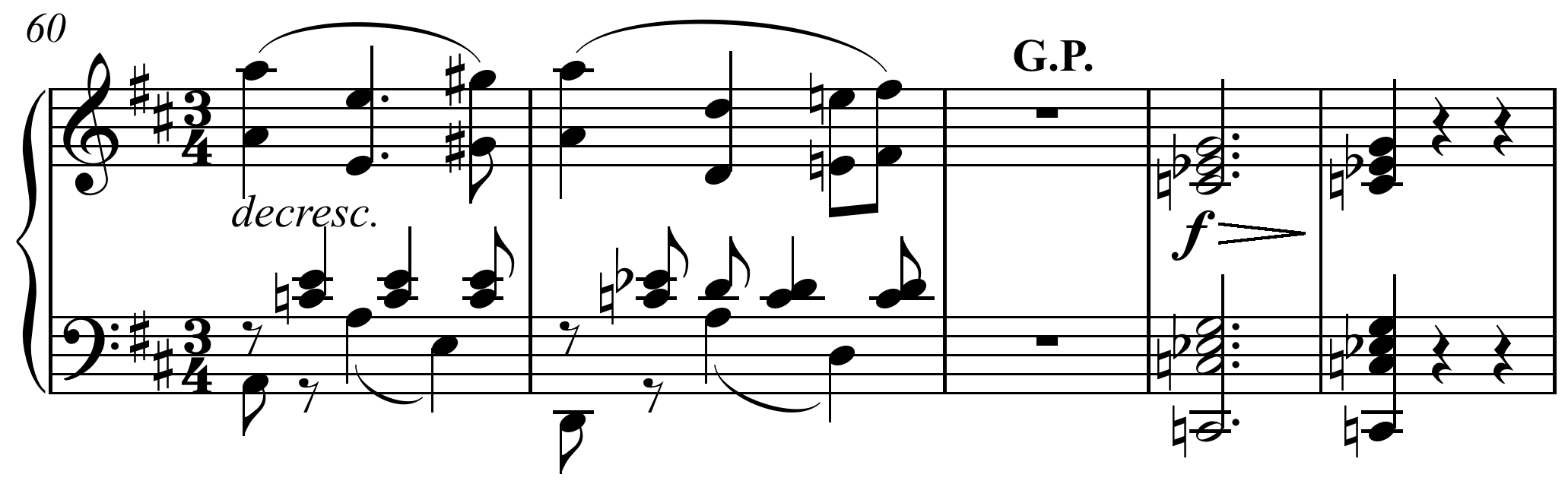
改編自舒伯特第八交響曲的段落（和對比）

延音（義大利語：Fermata，意指停留、停止等）符號將某一音符或休止符延長，但其程度由演奏者決定，而延長一倍為常見做法。延音符號也可以加在或小節線上，於該處加入短暫靜止。

## 概論
延音早在15世紀就已經出現，像是迪費的作品中就經常被使用到。而在巴赫等巴洛克作曲家的眾贊歌樂譜中，樂句之結尾加上延音符號以指示該處換氣。在當時一些管風琴作品中會出現不同聲部的延音標記在不同的小節上，此處並非加入靜止之意，而是指出返始部分完結的地方。現今多以 fine 標示。
在巴洛克和古典時期也常以延音符號標出預期演奏者表演華彩樂段的地方，至於華彩的長短等則由樂段處於樂章的位置決定。

## 延音符號及其變體
延音符號由半圓形及於圓心的點構成，以圓心一方朝向音符或休止符。朝上延音unicode為U+1D110，朝下的延音unicode為U+1D111。
在休止符或小節線上加入靜止，可在其上註 L.P.（Long Pause）或 G.P.（General Pause 或 Grand Pause），意思一樣。
近代的一些作曲家嘗試區分不同程度的延音，如普朗克、諾諾、潘德列茨基等。他們有的會使用不同的符號，但這些新符號並非通用，以下列出其中一種版本以作參考：
|  |  |  |  |  |  | [3] |
他們有的會在延音上加上文字（如 lunga 或 long 指更長的延音， breve 或 court 則是較短的延音），又或是註明音符時值。

## 外部連結
- Kennedy, Michael.  Second. Oxford: Oxford University Press. 1994. ISBN 0-19-869162-9.
- McElheran, Brock. . Oxford: Oxford University Press. 1989.
- Randel, Don Michael (编).  Fourth. Cambridge, Massachusetts: Belknap Press of Harvard University Press. 2003. ISBN 0-674-01163-5.

- 维基词典中的词条「延音」